# جان استندینگ
جان استندینگ (انگلیسی: John Standing؛ زادهٔ ۱۶ اوت ۱۹۳۴) یک هنرپیشه اهل بریتانیا است.
 وی از سال ۱۹۵۹ میلادی تاکنون مشغول فعالیت بوده‌است.
از فیلم‌ها یا برنامه‌های تلویزیونی که وی در آن نقش داشته است می‌توان به مرد فیل‌نما، من کندی می‌خوام، عقاب فرود آمد، خانم دالووی، زن خوب، معامله‌گر سرکش اشاره کرد.